# 탕전역
탕전역(중국어: 唐镇站)은 중화인민공화국 상하이시 푸둥 신구 탕진에 위치한 상하이 지하철 2호선의 동부 연장역이다. 2010년 4월 8일에 개업하였으며 개통 초기에는 비교적 한산하였다. 2015년에 역은 “4개8(4改8)” 개조를 시작했다. 4개8 개조 공사는 탕전역의 승강장과 홀을 개조하고 조명 공사를 업그레이드했으며 역에 화장실과 운임 구역을 추가했다.역은 개조가 완료된 후 기존 4량 편성의 정차역에서 8량 편성의 정차 능력을 갖춘 역으로 바뀌어 광란루역 외에 두 번째 2호선 4, 8량 편성을 교체한 두번째 역이 되었다.
2015년 9월부터 출근시간대인 오전 7시부터 9시까지 일부 8량 편성의 열차가 탕전역에 도착하였다. 이중에서 푸둥국제공항 방면으로 가는 승객은 이번 역에서 내린 뒤 후속편성 4량 열차를 기다려야 한다. 2019년 4월 19일부터 2호선을 운행하는 8량 편성이 푸둥공항까지 관통해 운영되고 있으며, 탕전역은 더이상 4량 편성과 8량 편성의 환승역이 아니다.

## 역 구조

### 층별 구조
| 지면층   | 출구        | 양관톈디(阳关天地) B1층              |   |
| 지하 1층 | 대합실      | 1-3번 출구, 고객 센터                |   |
| 지하 2층 | ←           | ■2호선 쉬징둥 방면 (광란루)          |   |
| 지하 2층 | 섬식 승강장 |                                      |   |
| 지하 2층 |             | ■2호선 푸둥 국제공항 방면 (촹신중루) | → |

### 대합실
탕전역 대합실은 지하 1층에 위치하고 있으며, 자동매표기가 있다. 대합실에는 2개의 운임 구역이 있으며, 대합실의 서부와 중부에 위치하고 있으며, 승강장층으로 들어가는 계단과 에스컬레이터가 설치되어 있다. 중부의 운임 구역에는 승강장으로 가는 무장애 엘리베이터가 설치되어 있다.

### 승강장
탕전역 승강장은 지하 2층에 위치하고 있으며, 섬식 승강장으로 이루어졌다. 현재 탕전역을 통과하는 열차의 대부분은 2호선 푸둥 국제공항-쉬징둥간의 대교로(大交路) 열차가, 아침저녁 혼잡시간대에는 푸둥 국제공항-광란루간의 소교로(小交路) 열차가 운행된다.

## 연결 교통

### 버스
182, 636, 촨좡가오 전용선(川张高专线), 둥촨 전용선(东川专线), 상촨 전용선(上川专线), 촨사1로(川沙1路), 허칭(合庆)3로, 푸둥2로, 장장(张江)1로, 푸둥20로

## 역 인근
- 탕진
- 탕무차오 루르드 성모 교회(唐墓橋露德聖母堂)